# Herrliberg
Herrliberg ist eine politische Gemeinde im Schweizer Kanton Zürich. Sie liegt am unteren rechten Zürichseeufer – der sogenannten Goldküste – im Bezirk Meilen. Zur Gemeinde gehört der hoch über dem See gelegene Weiler Wetzwil.

## Geographie
Die politische Gemeinde hat eine Fläche von 897 Hektaren. Davon werden 56 Prozent landwirtschaftlich genutzt, 24 Prozent sind mit Wald bedeckt, 16 Prozent sind Siedlungen und 4 Prozent Verkehrsflächen.

## Geschichte

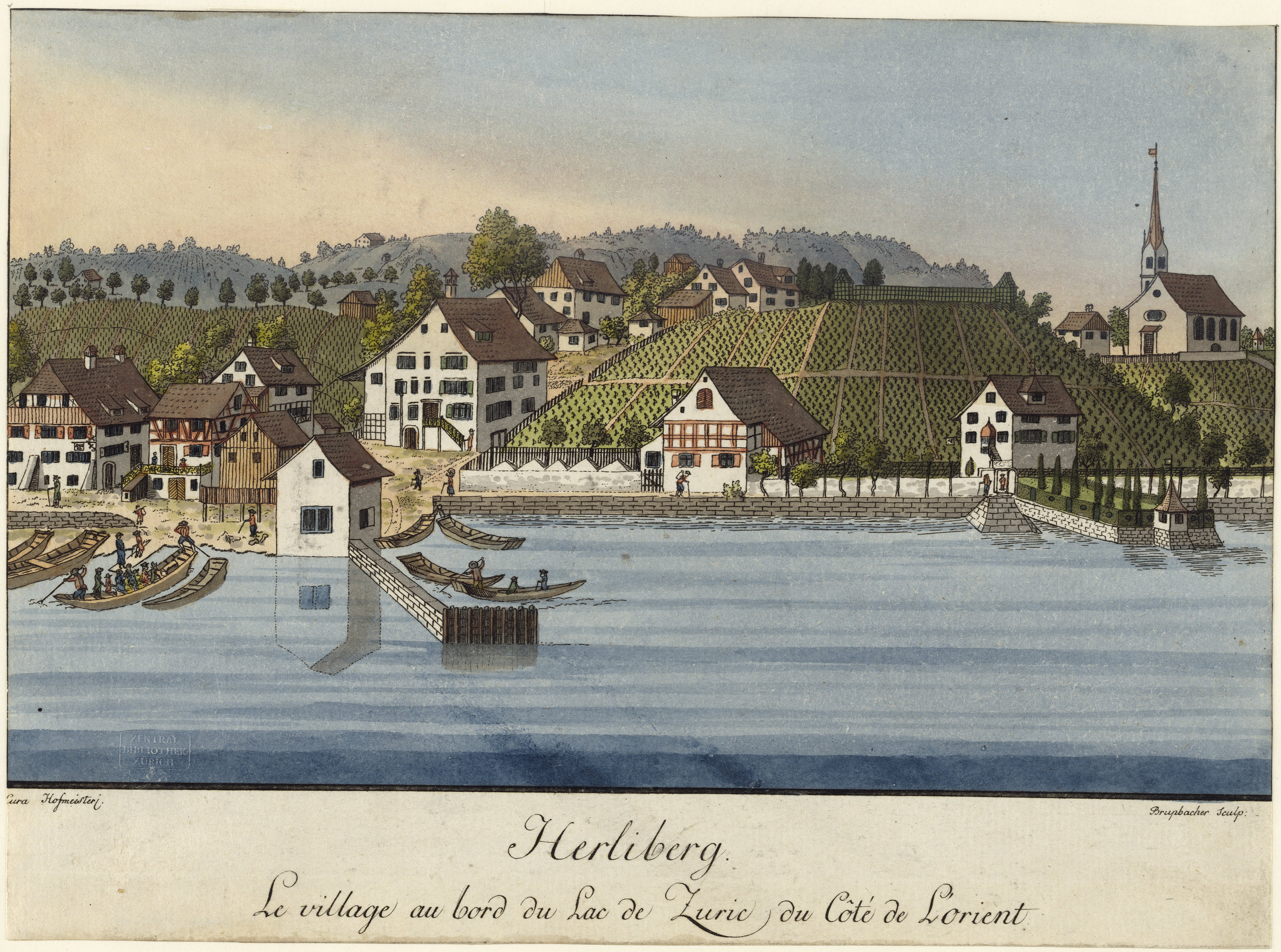
Herrliberg 1794

Herrliberg, historisches Luftbild von 1919, aufgenommen aus 150 Metern Höhe von Walter Mittelholzer

Herrliberg wird erstmals 1153 bis 1155 als Hardiperc erwähnt, Mitte des 15. Jahrhunderts hiess die Gemeinde Härliberg.

## Politik
Bei den Nationalratswahlen 2023 betrugen die Wähleranteile in Herrliberg:
SVP 36,29 % (+1,45), FDP 28,54 % (−0,88), glp 11,99 % (−1,21), SP 9,31 % (+1,82), Mitte 6,43 % (+2,08), Grüne 4,19 % (−3,60), EVP 0,74 % (−0,59).

## Wappen
| Wappen der Gemeinde Herrliberg | Blasonierung: «In Gold übereinander drei schwarze Doppeljoche.» |
| Wappen der Gemeinde Herrliberg | Wappenbegründung: Das Wappen der Gemeinde Herrliberg wurde erstmals im Wappenbuch von Gerold Edlibach erwähnt, das Ende des 15. Jahrhunderts erschien. Die Doppeljoche verweisen auf das früher bedeutsame Bauerntum in Herrliberg. Mitte des 19. Jahrhunderts verdrängte als Folge der wachsenden Bedeutung des Weinbaus ein Wappen mit einer Weintraube das traditionelle Gemeindewappen, das ab 1934 wieder verwendet wurde. |

## Demografie
|               |      |      |      |      |      |      |      |      |      |      |      |
| Jahr          | 1634 | 1760 | 1850 | 1888 | 1900 | 1950 | 2000 | 2005 | 2010 | 2018 | 2020 |
| Einwohnerzahl | 512  | 979  | 1144 | 964  | 985  | 2298 | 5499 | 5585 | 6069 | 6391 | 6567 |

Die prozentuale Anzahl der Einwohner pro Altersgruppe verteilt sich wie folgt:
- 0 bis 19 Jahre: 21,4 Prozent
- 20 bis 64 Jahre: 62,6 %
- über 64 Jahre: 16 %

Der prozentuale Anteil der Bevölkerung mit der jeweiligen Sprache als Muttersprache verteilt sich folgendermassen:
- Deutsch: 89,2 %
- Englisch: 2,9 %
- Französisch: 2,2 %

Der Ausländeranteil (Einwohner ohne Bürgerrecht) beträgt 23 Prozent per 31. Dezember 2020. Konfessionszugehörigkeit: 42,2 Prozent evangelisch-reformiert, 26,9 Prozent römisch-katholisch, 30,9 Prozent andere oder keine konfessionelle Zugehörigkeit (Stand: 2010).

## Bauwerke und Sehenswürdigkeiten
Kirchen:
In Herrliberg gibt es drei Kirchen:
- Die reformierte Kirche Herrliberg geht auf einen mittelalterlichen Bau zurück, der im Jahre 1370 erstmals urkundlich erwähnt wurde.
- Die reformierte Kirche Wetzwil ob Herrliberg war im Mittelalter dem Hl. Bartholomäus geweiht. Wandmalereien aus dem ersten Viertel des 15. Jahrhunderts wurden nach der Reformation zwar übertüncht, 1930 jedoch wieder freigelegt. Sie zeigen die Schutzmantel-Madonna mit seitlichen Engeln und darunter die Anbetung durch die Heiligen Drei Könige.
- Die katholische Kirche St. Marien stammt aus dem Jahr 1956 und wurde von den Architekten Walter Rieger und Ferdinand Pfammatter im Stil der französischen Beton-Gotik errichtet. Sie enthält ein monumentales Glasgemälde des Künstlers Hans Stocker.

## Verkehr
Die Entfernung zum Zürcher Hauptbahnhof beträgt 13 Kilometer.
Durch Herrliberg führt die Rechtsufrige Zürichseebahn mit den Linien S6 und S16 der S-Bahn Zürich. Es ergibt sich ein 15-Minuten-Takt von 6 bis 21 Uhr, ansonsten ein 30-Minuten-Takt. Die S6 fährt von Zürich kommend weiter nach Uetikon, während die S16 (meist) in Herrliberg endet. An Wochenenden verkehrt die SN7 vom ZVV Nachtnetz. Der Bahnhof Herrliberg-Feldmeilen liegt knapp ausserhalb der Gemeindegrenze in der Gemeinde Meilen.
Es verkehren zudem Motorschiffe der Zürichsee-Schiffahrtsgesellschaft (im Sommer ungefähr im Zweistundentakt, im Winter nur eine Verbindung).

## Pflugstein

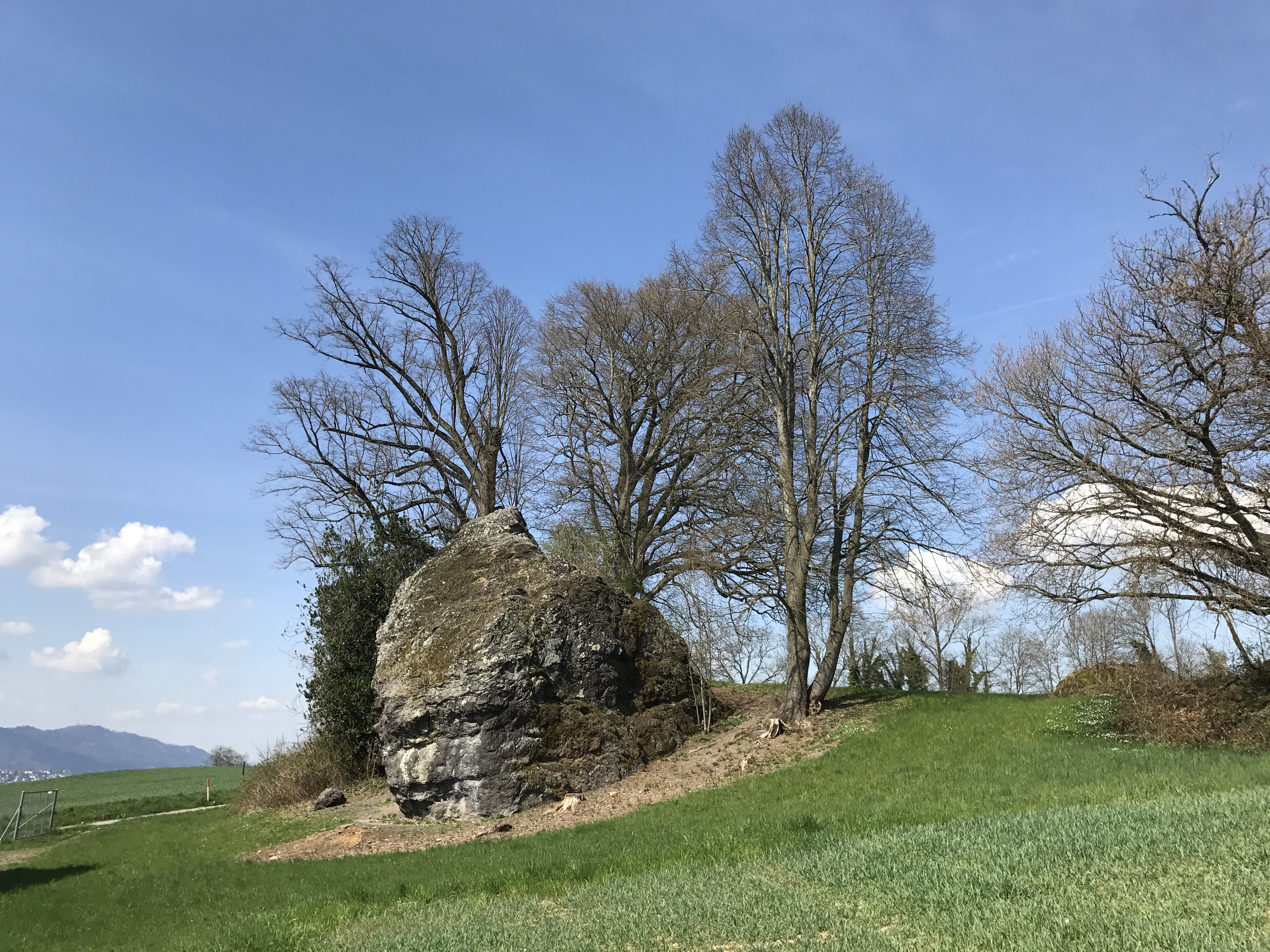
Pflugstein

Oberhalb von Herrliberg steht der Pflugstein, der mit rund 1000 Kubikmeter sichtbarem Fels der grösste Findling des Kantons. Er liegt auf einer Höhe von 560 Metern, besteht aus rötlichem Melaphyr und wurde vor ca. 15'000 Jahren während der letzten Eiszeit aus dem Kärpfgebiet aus den Glarner Alpen durch den Linthgletscher hierher getragen.
Die Linde neben dem Felsblock wurde 1832 als Andenken an den Ustertag von Erich Graf von Betzel-Sternau gepflanzt. Am 1. August 1939 wurde der Pflugstein unter Schutz gestellt und entging so einer geplanten Sprengung. 1983 wurde der Findling und die ihn säumenden Bäume unter der Kennung BLN-1419 ins Bundesinventar der Landschaften und Naturdenkmäler aufgenommen. Auch die Linde steht unter Schutz. Zwischen dem Restaurant Pflugstein gleich unterhalb des Steines und dem Stein verläuft die Grenze zwischen den Gemeinden Herrliberg und Erlenbach.
Gemäss einer Sage soll der Stein dort entstanden sein, wo zwei Liebende durch den Fluch des strengen Vaters vom Blitz getroffen wurden und in der Erde versanken. Um Mitternacht sollen die Liebenden in stillen Nächten manchmal eng umschlungen um den Stein schreiten und leise ihre Klagen in die Nacht hinausrufen. Deshalb wird der Stein mitunter auch Fluchstein genannt.

## Sport
Der FC Herrliberg ist der Fussballverein von Herrliberg, in dem Yann Sommer als Kind spielte.
Der Tennisclub Herrliberg (TC Herrliberg oder TCH) wurde 1971 gegründet und ist mit ca. 1200 Mitgliedern der grösste Tennisclub am Zürichsee. Der Club verfügt über acht Sandplätze und einen US Open Hartplatz. Im Winter werden vier Ballonplätze aufgebaut.

## Galerie

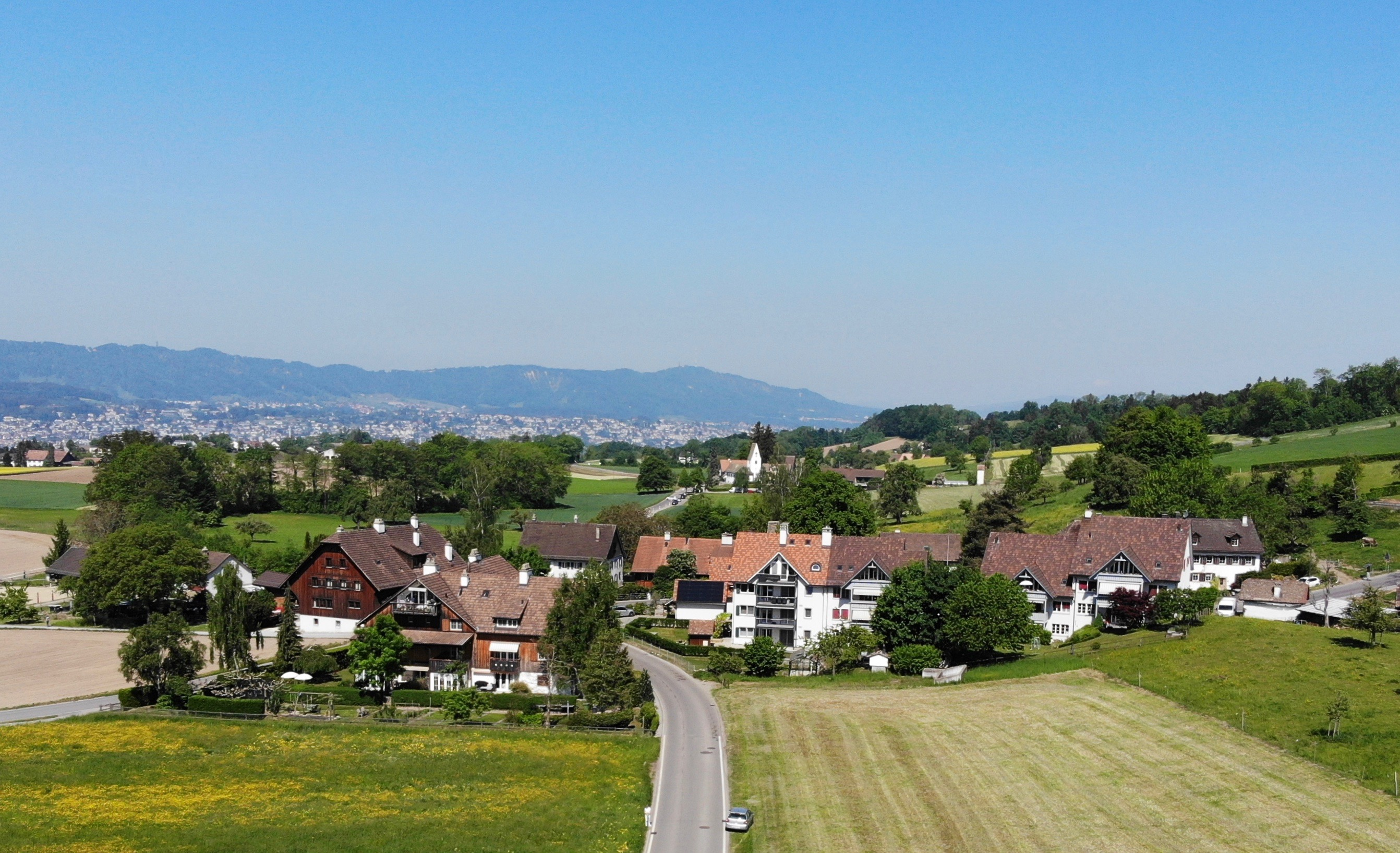
Herrliberg-Wetzwil
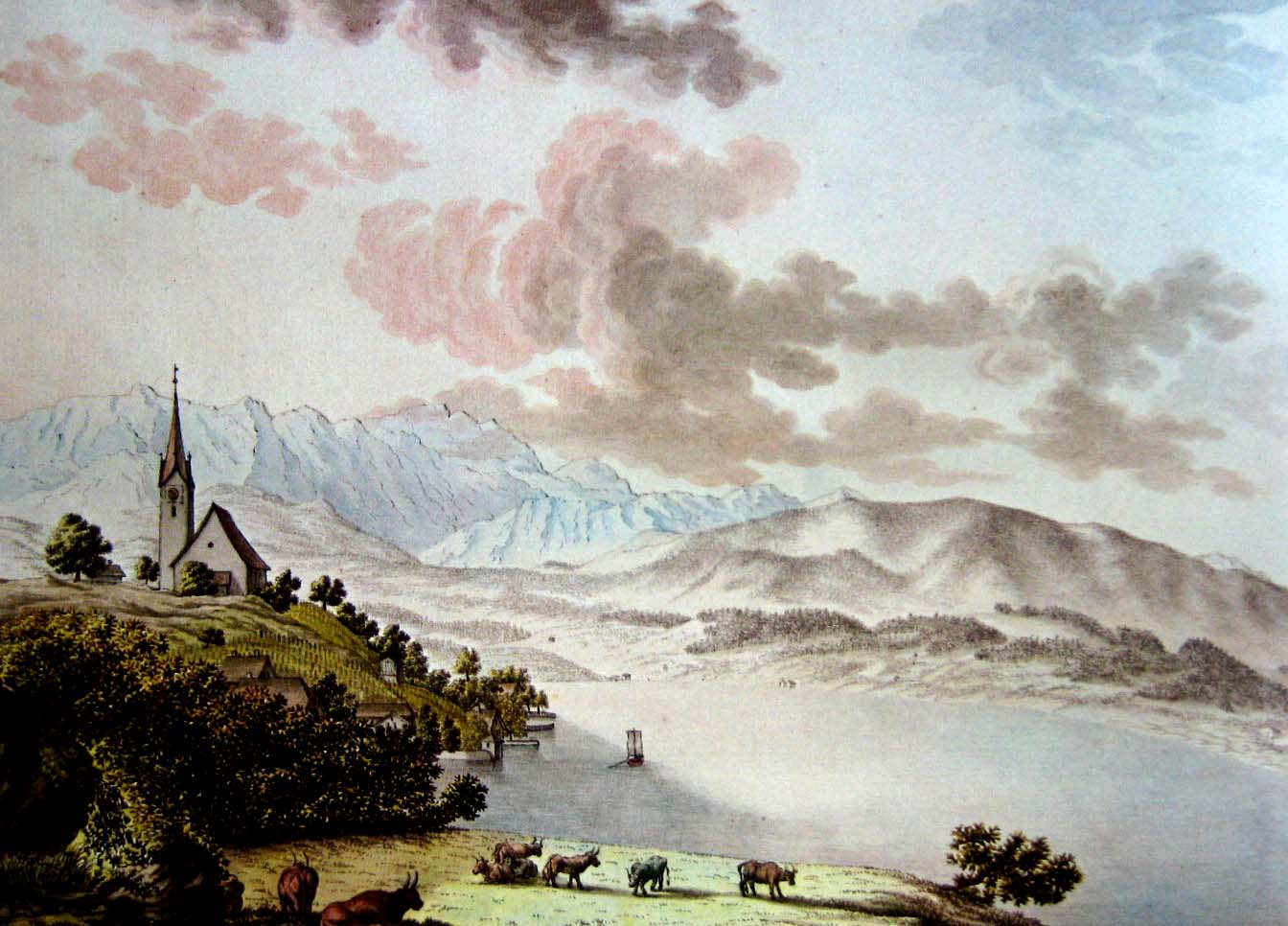
Herrliberg am 21. Mai 1786, Aquarell von Hans Conrad Escher von der Linth
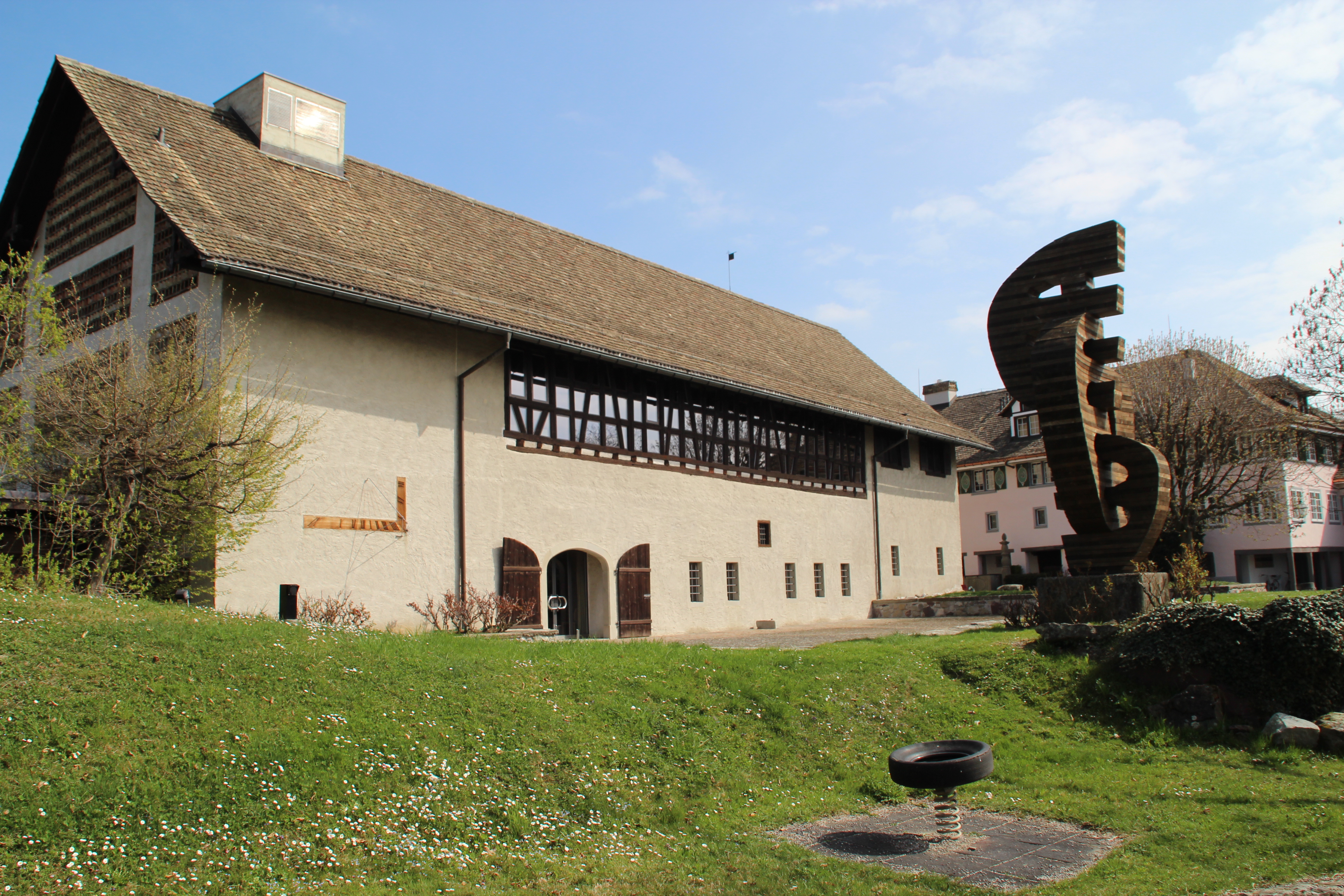
Vogtei Herrliberg – ehemalige Zehntenscheune
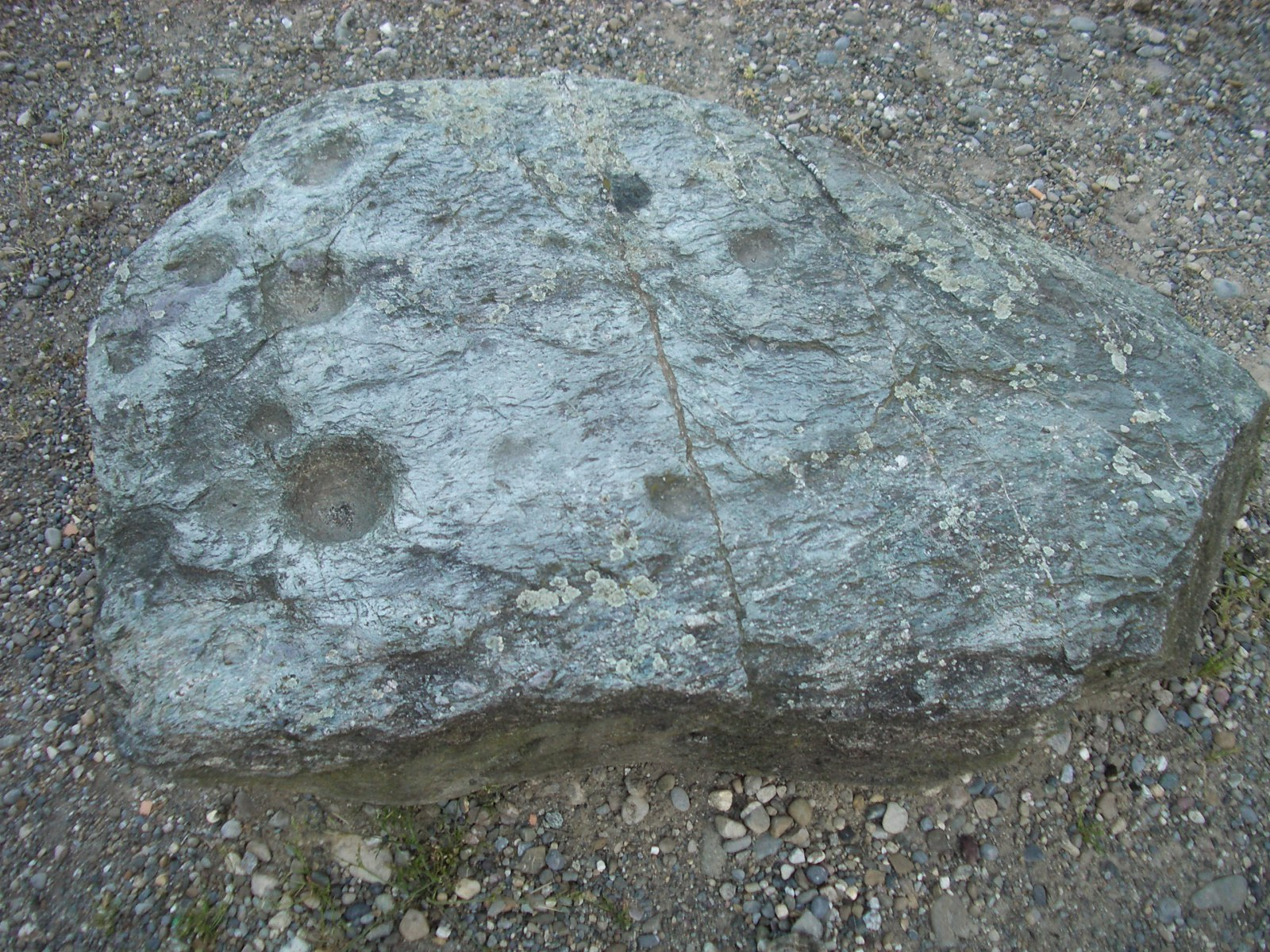
Vorchristlicher Schalenstein von Wetzwil
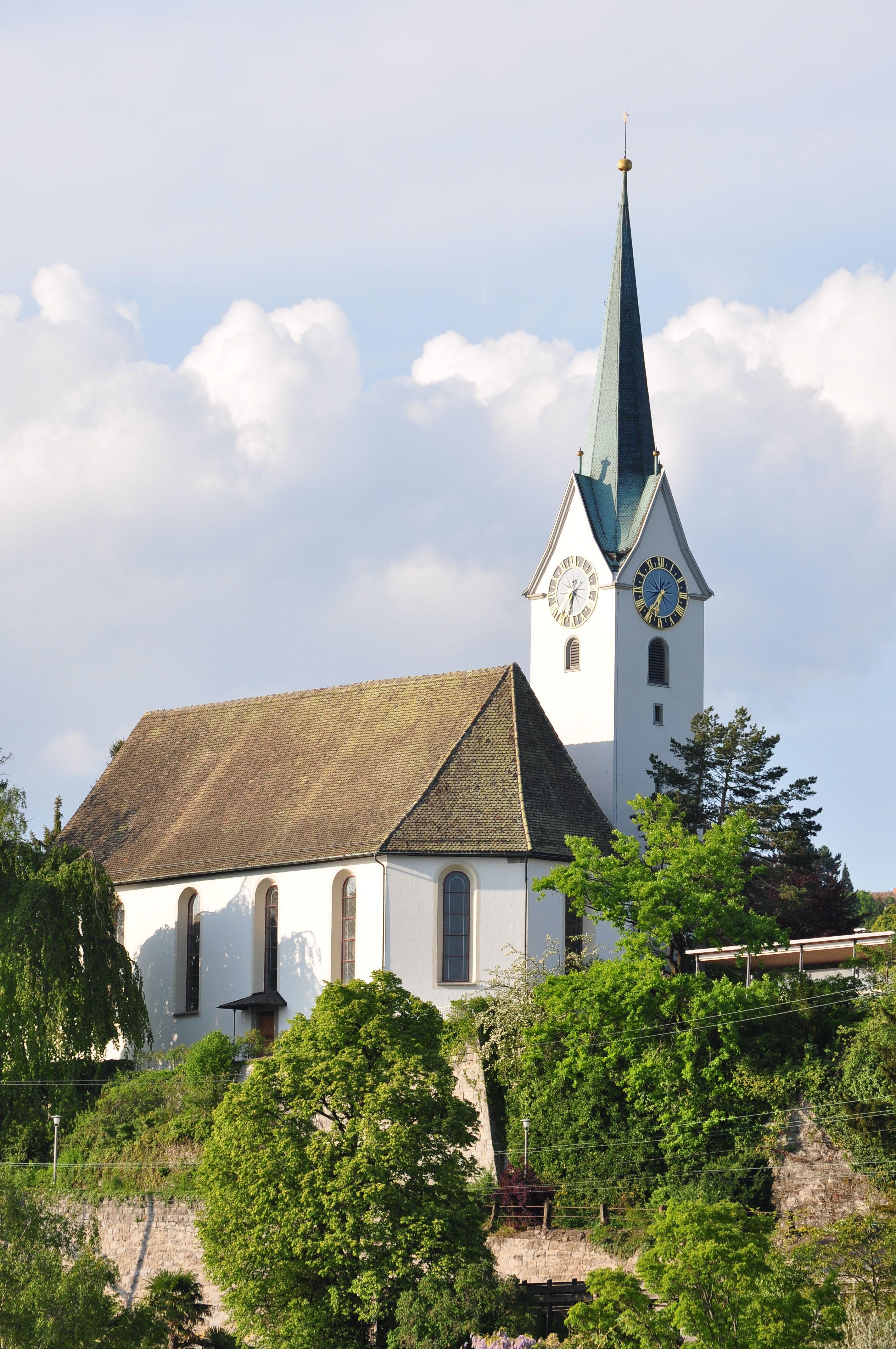
Reformierte Kirche

## Persönlichkeiten
- David Ammann (1855–1923), Begründer der Mazdaznan-Bewegung in Europa
- Eduard Schönenberger (1843–1898), Lehrer, Redaktor, Politiker und Mundartautor
- Hermann Kündig (1878–1954), Gewerkschaftsfunktionär und Grossrat des Kantons Basel-Stadt
- Hans Kasser (1907–1978), Grafiker
- Walter Stutzer (1923–2009), Journalist
- Thomas Bestvater (* 1958), Schauspieler
- Isabelle Barth (* 1983), Schauspielerin
- Carmen Pulver (* 1995), Fussballspielerin

wohnhaft:
- Martha Wittwer-Gelpke (1875–1959), Malerin, Dichterin, Autorin, wohnte ab 1945 in Herrliberg
- Peter Uebersax (1925–2011), Chefredaktor des Blicks
- Nikolaus Senn (1926–2014), Bankmanager, Ehrenpräsident der UBS
- Christoph Blocher (* 1940), Industrieller, Politiker (SVP), Bundesrat
- Jürg Marquard (* 1945), Verleger
- Peter Kurer (* 1949), Manager und Wirtschaftsanwalt
- Roland Leutwiler (* 1962), Finanzmanager, Unternehmer und Sportfunktionär
- Tidjane Thiam  (* 1962), Manager und ehemaliger Minister, ehemaliger CEO der Credit Suisse, wohnte in Herrliberg
- Christoph Tonini (* 1969), Manager, ehemaliger Geschäftsführer von Tamedia
- Steve Guerdat (* 1982), Springreiter, Olympiasieger 2012

wirkten vor Ort:
- Charlotte Weiss (1870–1961), Malerin
- Margarethe Faas-Hardegger (1882–1963), Sozialistin und Frauenrechtlerin
- Carl Fischer (1888–1987), Bildhauer
- Karl Lukas Honegger (1902–2003), Maler und Bildhauder, ab 1971, seit 1977 Keramikschule; Karl-Lukas-Honegger-Platz 2008
- Johannes Itten 1923–1925, Maler und Kunsttheoretiker, gründete hier die Ontos-Kunstwerkstätten und -Kunstschule[13]